# Richard Appiah Akoto
Pour les articles homonymes, voir Akoto.
Richard Appiah Akoto encore appelé Owura Kwadwo Hottish est un éducateur ghanéen du Betenase M/A Junior High School. Il attire l’attention pour son approche innovante dans l’enseignement des technologies de l'information et des communications (TIC) sans ordinateur ,. Une photo qu’il  partage sur  Facebook, où il dessine les fonctionnalités de  Microsoft Word sur un tableau noir pour enseigner à ses élèves, devient virale. Cette situation met en lumière les problèmes du système éducatif ghanéen ,. Depuis cet événement, l’école d’Akoto reçoit un soutien financier et technologique, notamment de la part de Microsoft et d’autres acteurs du monde entier. Akoto a également pris la parole lors de conférences mondiales pour discuter des défis auxquels les enseignants sont confrontés dans l’enseignement des TIC dans le système éducatif ghanéen,.

## Carrière
Il est professeur de TIC au lycée Betenase M/A dans la ville de Sekyedomase, à environ deux heures et demie de route de Kumasi, au Ghana. Il est en poste à l'école depuis 6 ans et avait 33 ans au moment de la photo ,. En septembre 2018, il reçoit  une bourse complète pour poursuivre une maîtrise en éducation à l'Université UNICAF  .

## Intervention de Microsoft
Sa photo attire l’attention de l’entrepreneur technologique mondial et PDG d’Apps Tech, Rebecca Enonchong, qui le tweet à Microsoft. Après quoi, Microsoft s’engage à soutenir ses étudiants avec des ordinateurs et à l’inscrire au programme Microsoft (MCE),. Lors de l’échange éducatif Microsoft organisé à Singapour, il est ovationné par des centaines de participants rassemblés ,,,.

## Dons
Les dons d'ordinateurs portables commencent à affluer de la part de Microsoft, de particuliers et d'organisations pour son école . Un laboratoire informatique a également été construit pour l'école ,.